# Rhodesiopsis gelatinosa
Rhodesiopsis gelatinosa är en svampart som beskrevs av B. Sutton & R. Campb. 1979. Rhodesiopsis gelatinosa ingår i släktet Rhodesiopsis, divisionen sporsäcksvampar och riket svampar.   Inga underarter finns listade i Catalogue of Life.